# Trevor McFur in the Crescent Galaxy
Trevor McFur in the Crescent Galaxy — видеоигра в жанре горизонтального скролл-шутера, разработанная и изданная Atari Corporation для игровой системы Atari Jaguar в 1993 году. Главный герой игры — капрал Тревор МакФур из подразделения Межпланетных сил обороны. Галактика Полумесяц была завоёвана существом по имени Одд-Ит, цель которого — уподобить всё живое себе. Вместе со своей напарницей Каттер, пилотирующей космический челнок, МакФур должен освободить четыре спутника планеты Космолит и победить Одд-Ит.
Crescent Galaxy была спродюсирована Джеймсом Хэмптоном, который занимался её игровым дизайном совместно с программистом Эриком Гиннером и арт-директором Сьюзан Макбрайд. Проект начал разрабатываться одновременно с игрой Cybermorph. У Гиннера были идеи для шутера с боковой прокруткой, в то время как Atari хотела персонажа-талисмана, похожего на Марио или Соника, что привело к созданию Тревора МакФура. На разработку игры был отведён небольшой срок, поскольку игра должна была выйти к старту продаж Jaguar раньше других игровых систем. Изначально планировалось, что игра будет идти в комплекте с Jaguar, но в итоге Atari выбрала вместо неё Cybermorph. Игра вышла в Северной Америке в ноябре 1993 года, а в Европе — в июне 1994 года. В Японии её издала компания Mumin Corporation в январе 1995 года.
Игра Crescent Galaxy получила смешанные отзывы от критиков и в ретроспективных обзорах. Графика удостоилась похвалы, но большинство рецензентов разошлись во мнениях относительно игрового процесса и управления, в то время как критике подверглись презентация, дизайн и звуковое оформление. К 1995 году было продано 23 829 копий игры. В 2022 году она была включена в сборник Atari 50.

## Игровой процесс
Trevor McFur in the Crescent Galaxy — игра в жанре горизонтального скролл-шутера, главным героем которой является капрал Тревор МакФур из подразделения Межпланетных сил обороны. Действие разворачивается в галактике Полумесяц, захваченной существом по имени Одд-Ит (англ. Odd-It), цель которого — уподобить всех живых существ себе. МакФур вместе со своей напарницей Каттер на космическом челноке должны освободить четыре спутника планеты Космолит и победить Одд-Ит.
Спутники можно проходить в любом порядке, каждый состоит из двух этапов: полёта через космос и над поверхностью спутника. На каждом этапе игрок управляет космическим кораблём МакФура, летящим в горизонтальной плоскости, сражаясь с врагами и препятствиями до встречи с боссом. После победы над боссом игрок переходит на бонусный этап, где может собирать усиления, пролетая через кольца. Бонусный этап завершается при столкновении с кольцом. Прохождение всех спутников открывает доступ к Космолиту. Всего в игре четырнадцать уровней.
Космический корабль игрока вооружён одиночной пушкой, бомбами и девятью видами специального оружия: магнитами, отскакивающими трассерами, лазерными лучами, очищающими экран вспышками, ракетами, нейтрализующими кольцами, электрическими волнами, защитными щитами и помощницей по имени Каттер. Каттер может помогать время от времени, уничтожая врагов и препятствия. Противники сбрасывают бонусы, повышающие огневую мощь корабля при подборе игроком. Значки «Circle Reserves» позволяют однократно использовать каждый вид специального оружия. Попадание вражеского огня или столкновение с препятствиями приводит к потере жизни и штрафу в виде уменьшения огневой мощи корабля до исходного состояния. Изначально даётся четыре жизни, дополнительные даются за значки «McFur» или при достижении определённого количества очков. Игра завершается после потери всех жизней, однако игроку даётся четыре продолжения на каждое прохождение.

## Разработка
Разработкой игры Trevor McFur in the Crescent Galaxy занималась внутренняя студия компании Atari Corporation. Продюсером выступил Джеймс «Пёрпл» Хэмптон, который занимался дизайном игры совместно с программистом Эриком Гиннером и арт-директором Сьюзан Макбрайд. Гиннер присоединился к Atari в качестве тестировщика в 1984 году, а в 1990 году стал программистом, работая с Джеромом Страхом над пятью играми для Atari Lynx, включая Checkered Flag и Batman Returns. Эндрю Бёрджесс, работавший над аркадной игрой S.T.U.N. Runner, оказывал дополнительную техническую поддержку и написал звуковой движок игры. Линнеа Вигрен возглавляла команду аниматоров, в которую также входили Б. Дж. Уэст, Шерил Блаха, Дональд Ван, Майкл Бартлетт, Шон Цай и Тони Гаскон. Музыку написали Алекс «LX» Рудис, Майкл Стивенс и Р. Уайли Эванс.

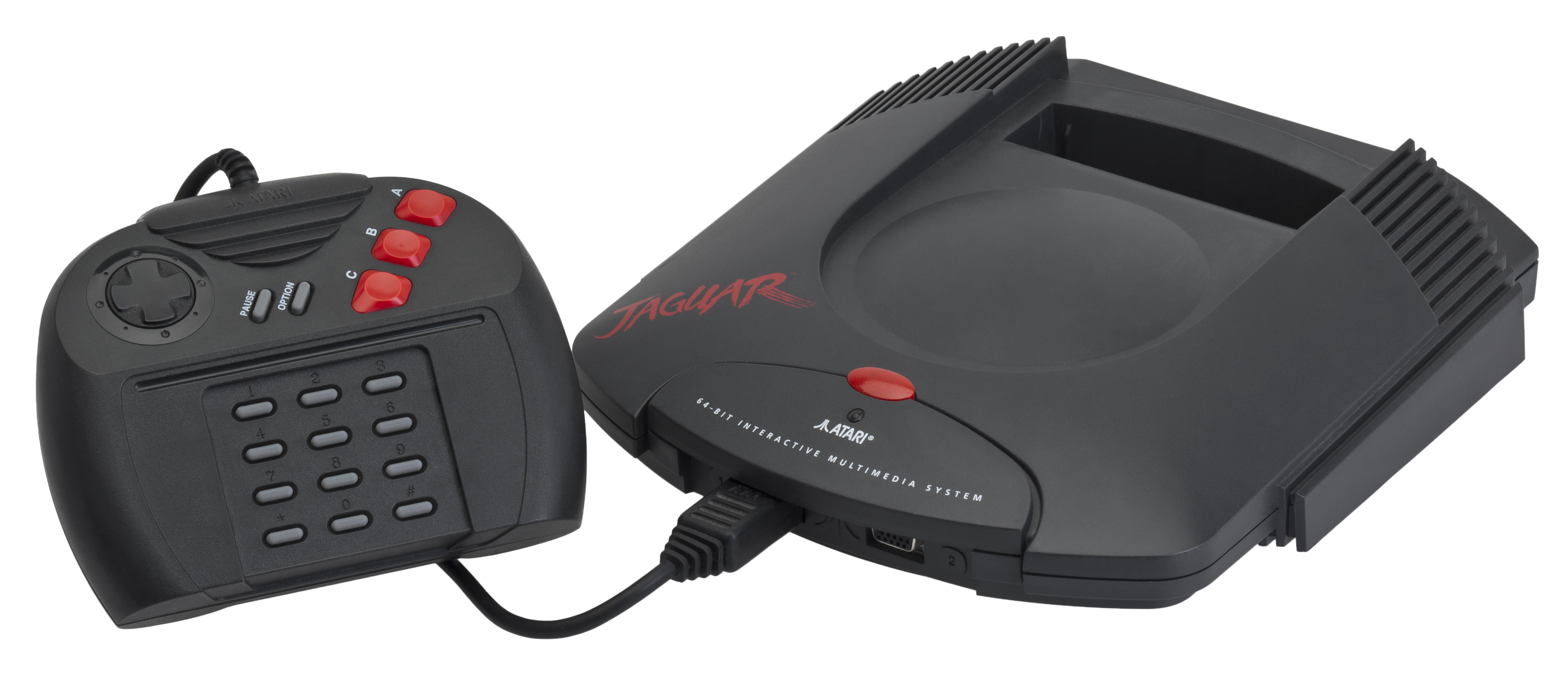
На создание Trevor McFur in the Crescent Galaxy был отведён небольшой срок, поскольку игра должна была выйти к старту продаж Atari Jaguar

Проект начал разрабатываться одновременно с игрой Cybermorph. У Гиннера были идеи по шутеру, в то время как компания Atari хотела получить персонажа-талисмана, подобного Марио или Сонику, что привело к созданию Тревора МакФура и переименованию игры в Trevor McFur in the Crescent Galaxy. Уэст присоединился к Atari в июне 1993 года в качестве временного сотрудника, а позже стал штатным работником. Уэст приступил к работе над игрой, анимировав некоторых врагов и боссов. Это была одна из первых работ Уэста в игровой индустрии, до того, как он принял участие в таких проектах, как невыпущенная Black ICE\White Noise для Atari Jaguar CD и The Sims 2000 года.
Гиннер полагал, что тратить кучу времени на написание подробного дизайн-документа игры — непродуктивно, ведь в процессе разработки большинство проектов всё равно сильно меняется по сравнению с изначальной задумкой. Он говорил, что предпочитает делать вещи «на лету», импровизируя на ходу. Рудис жаловался сотруднику Atari Леонарду Трамиелю, что команде нужно сделать более разнообразный игровой процесс для разных уровней, но Леонард ответил, что сайд-скроллеры слишком динамичны, чтобы это оправдать. Команде дали очень сжатые сроки, чтобы поспеть к запуску Jaguar, опережая выход других игровых систем. По мере приближения даты выпуска Гиннер больше не мог контролировать дизайн и в основном полировал существующий контент. Из-за этого в игре не хватает секретных зон и предметов, продвинутого оружия и более глубокой детализации геймплея, которые планировались изначально. Гиннер с тех пор считает Crescent Galaxy своим самым неудачным творением, и выражал разочарование упущенным шансом сделать оригинальную игру. По словам Бёрджесса, проект делали «для постоянно меняющейся платформы с неудобным программированием, сырыми инструментами разработки и силами неопытной и слабой команды».

## Выпуск
Trevor McFur in the Crescent Galaxy впервые показали 18 августа 1993 года на пресс-конференции Atari Corporation как одну из первых игр для новой игровой системы Atari Jaguar. Сначала планировалось, что именно она будет идти в комплекте с приставкой, но в последний момент в Atari передумали и выбрали вместо неё Cybermorph. Игра вышла в Северной Америке одновременно с запуском Jaguar 23 ноября 1993 года. В Европе игра была выпущена в июне 1994-го, а 13 января 1995 года игра была издана в Японии компанией Mumin Corporation. В 2008 году энтузиасты из сообщества Jaguar Sector II опубликовали исходный код игры в составе сборника Jaguar Source Code Collection. В 2022 году игра Crescent Galaxy вошла в состав сборника Atari 50 для Windows, Nintendo Switch, PlayStation 4 и Xbox One, что стало её первым переизданием.

## Критика
| Иноязычные издания | Иноязычные издания |
| Издание            | Оценка             |
| ------------------ | ------------------ |
| Edge               | 4/10               |
| GamesMaster        | 47/100             |
| Génération 4       | 76 %               |
| Atari ST User      | 90 %               |
| The Atari Times    | 58 %               |
| VideoGames         | 6/10               |
| Hyper              | 45 %               |
| Joypad             | 71 %               |
| ST Format          | 44 %               |
| ST Review          | 35 %               |

Trevor McFur in the Crescent Galaxy получила неоднозначные отзывы критиков, но графика игры получила единодушные похвалы. Обозреватель журнала GameFan отметил высокое разрешение фонов и отсутствие замедлений или мерцания. Boss Music из GamePro посчитал графику в целом впечатляющей. Журнал Edge охарактеризовал боссов как визуально грандиозных. Грегори Халлидей из Génération 4 высоко оценил фоны уровней и разнообразие врагов. Энди Натталл из ST Format дал положительную оценку красочной фоновой графике. Эндрю Хамфрис в журнале Hyper написал: «Игра определённо показывает, что [Atari Jaguar] способна выводить очень эффектные изображения». Джонатан Мэддок из Atari ST User положительно отозвался о игровых спрайтах и боссах во весь экран. Тем не менее, некоторые обозреватели выразили недовольство ограниченным использованием параллаксной прокрутки в игре.
Большинство обозревателей разошлись во мнениях относительно игрового процесса и управления. Журнал GameFan отметил, что игра напоминает Gates of Zendocon на Atari Lynx и похвалил её за разнообразие бонусов, врагов и боссов. Boss Music писал, что управление функциональное, но раскритиковал поверхностный геймплей и примитивное действие. Пять рецензентов Electronic Gaming Monthly прокомментировали: «Игра не очень сложная, не говоря уже о том, что от контроллера сводит руку». Халлидей сравнил игру с Project-X, но отметил, что возможность хранить специальное оружие даёт ей серьёзное преимущество. Он также обратил внимание на сложное управление и высокую сложность. Натталл посчитал игровой процесс скучным. VideoGames охарактеризовал игру как «интересный гибрид» шутера и игры в духе Asteroids. Однако Нурдин заметил, что она может быстро наскучить. ST Review решил, что в игре меньше реиграбельности, чем в R-Type или Xenon 2: Megablast. Обозреватель The Atari Times писал, что игровой процесс медленнее, чем в Defender 2000.
Журналисты также подвергли критике презентацию, дизайн и звуковое оформление игры. Журнал Edge назвал её «одним из самых убогих shoot 'em up, когда-либо созданных». Они раскритиковали слабый игровой дизайн, невыразительный звук и примитивный дизайн уровней. Нурдин посчитал отсутствие музыки во время игрового процесса недостатком. Хамфрис нашёл игру плохо спроектированной и едва ли увлекательной. Натталл указал на минималистичность графики как на недостаток. Согласно внутренней документации Atari Corporation, к 1 апреля 1995 года было продано 23 829 копий игры.
Ретроспективные отзывы о Trevor McFur in the Crescent Galaxy также были неоднозначными. Бретт Дейли из Jaguar Front Page News (часть сети GameSpy) посчитал графику игры довольно впечатляющей для своего возраста. Он решил, что игровой процесс нормальный, но назвал звук самым слабым местом игры. Энди Слейвен назвал её «ужасным» горизонтальным шутером, и остался недовольным сюжетом и механики смерти с одного попадания. GamesRadar+ включил игру в десятку «самых странных стартовых игр всех времён». Нильс с немецкого сайта neXGam похвалил визуальную составляющую, но посетовал на длинные и скучные уровни. Он охарактеризовал игру как «не более чем демонстрацию графики с необычным дизайном».